# EN 60601-2-43
Die EN 60601-2-43 mit dem Titel „Medizinische elektrische Geräte – Teil 2-43: Besondere Festlegungen für die Sicherheit von Röntgeneinrichtungen für interventionelle Verfahren“ ist Teil der Normenreihe EN 60601.
Herausgeber der DIN-Norm DIN EN 60601-2-43 ist das Deutsche Institut für Normung.
Die Norm basiert auf der internationalen Fassung IEC 60601-2-43. Im Rahmen des VDE-Normenwerks ist die Norm als VDE 0750-2-43 klassifiziert, siehe DIN-VDE-Normen Teil 7.
Diese Ergänzungsnorm regelt allgemeine Festlegungen für die Sicherheit, Prüfungen und Richtlinien von Röntgeneinrichtungen für interventionelle Verfahren. Zweck ist es, Merkmale der Basissicherheit sowie Prüfungen zu beschreiben und zusätzlich Anleitungen für ihre Anwendung zu geben.

## Gültigkeit
Die deutsche Ausgabe März 2011 ist ab ihrem Erscheinungsdatum als Deutsche Norm angenommen.

## Anwendungsbereich
Diese besonderen Festlegungen gelten für Röntgeneinrichtungen, die gemäß Erklärung des Herstellers für lang andauernde durchleuchtungsgeführte interventionelle Verfahren geeignet sind. Aus dem Anwendungsbereich ausgeschlossen sind insbesondere:
- Einrichtungen für die Strahlentherapie
- Einrichtungen für die Computertomographie
- Zubehör, das in den Patienten eingeführt werden soll;
- Röntgeneinrichtungen für die Mammographie.

Im Anhang zur Norm werden Beispiele für lang andauernde durchleuchtungsgeführte interventionelle Verfahren gegeben, für die der Einsatz von Geräten empfohlen wird, die die Anforderungen dieser Norm erfüllen.
Die besonderen Anforderungen dieser Norm sind nicht für alle Geräte wesentlich, die für durchleuchtungsgeführte interventionelle Verfahren benutzt werden. Es werden Beispiele für Verfahren gegeben, für die die Benutzung von Geräten, die diese Norm erfüllen, als nicht wesentlich erachtet wird.
Geräte, die nach Erklärung des Herstellers für durchleuchtungsgeführte interventionelle Verfahren geeignet sind und nicht mit einer Patienten Lagerungshilfen als Teil des Systems ausgerüstet sind, sind von den Bestimmungen dieser Norm bezüglich der Patientenlagerungshilfen ausgenommen.

## Zusatzinformation
Folgende geänderte Anforderungen sind in der EN 60601-2-43 enthalten (Auszug):
- Schutz vor mechanische Gefährdungen (Mechanische Festigkeit)
- Schutz vor Strahlung
- Schutz vor Eindringen von Flüssigkeiten
- Schutz vor gefährlichen Ausgangswerten
- Konstruktive Anforderungen